# Менестіря-Доамней
Менестіря-Доамней (рум. Mănăstirea Doamnei) — село у повіті Ботошані в Румунії. Входить до складу комуни Куртешть.
Село розташоване на відстані 367 км на північ від Бухареста, 5 км на південний захід від Ботошань, 96 км на північний захід від Ясс.

## Населення
За даними перепису населення 2002 року у селі проживала 621 особа, усі — румуни. Усі жителі села рідною мовою назвали румунську.